# MusicBrainz Picard
MusicBrainz Picard es una aplicación de software libre y de fuente abierta para identificar, etiquetar, y organizar registros de audio digital. Fue desarrollada por la Fundación MetaBrainz, una compañía sin ánimo de lucro que también opera la base de datos MusicBrainz.
Picard identifica archivos de audio y discos compactos por comparar su metadata o su huella digital acústica con registros en la base de datos. Los metadatos del archivo de audio (o "etiquetas") es un medio para almacenar información sobre un registro en el archivo. Cuándo Picard identifica un archivo de audio,  pueda añadir información nueva a él, como el artista, el título de álbum, la compañía discográfica, y la fecha de liberación. En algunos casos, también pueda añadir información más detallada, como listas de intérpretes y sus instrumentos. La fuente de esta información es la base de datos MusicBrainz, la cual está comisariada por voluntarios. A mayor información que pueda tener la base de datos sobre un registro, Picard puede embeber de mejor forma los archivos de audio de los usuarios.
Picard también tiene características de editor de etiquetas, y es extensible con plug-ins. El programa principal está escrito en el lenguaje de programación de Python. Este ha reemplazado a un editor de etiquetas más temprano desarrollado para MusicBrainz. Mientras que la versión original era un típico editor de etiquetas, Picard está orientado a los álbumes, y soporta más plataformas.[cita requerida]
En 2006, los desarrolladores de Picard añadieron una facilidad para identificar los archivos de audio usando un esquema de fingerprinting acústico llamado MusicDNS. Reemplazaron MusicDNS con AcoustID en 2009. Mientras tanto, Picard era completamente reescrita para cambiar de la biblioteca wxPython a PyQt, y también para hacerla portátil para Mac OS X. La aplicación reescrita estuvo publicada como la versión 0.9.0.[cita requerida][cita requerida] Picard Ahora también utiliza la biblioteca Mutagen.
MusicBrainz Picard es nombrada de esta forma debido al Capitán Jean-Luc Picard, un personaje en la serie televisiva estadounidense Star Trek: La nueva generación.

## Formatos de archivo soportados
Picard apoya a estos formatos de archivo de audio:
| Formato del archivo de audio                | Compresión de datos | Contenedor de metadatos |
| ------------------------------------------- | ------------------- | ----------------------- |
| AAC                                         | Disipado            | ITUNES MP4              |
| Apple Lossless                              | Lossless            | ITUNES MP4              |
| FLAC                                        | Lossless            | Vorbis Comentario       |
| APE                                         | Lossless            | APEv2 etiqueta          |
| Mp3                                         | Disipado            | ID3                     |
| Musepack                                    | Disipado            | APEv2 etiqueta          |
| Ogg Vorbis                                  | Disipado            | Vorbis Comentario       |
| OptimFROG                                   | Lossless            | APEv2 etiqueta          |
| Opus                                        | Disipado            | Vorbis Comentario       |
| Speex                                       | Disipado            | Vorbis Comentario       |
| TTA                                         | Lossless            | ID3                     |
| WAV                                         | Lossless            |                         |
| WavPack                                     | Lossless            | APEv2 etiqueta          |
| Audio de Medios de comunicación del Windows | Disipado            | ASF                     |